# Shamrock

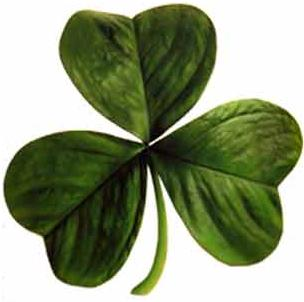
Shamrock

Der Shamrock (irisch seamróg [ˈʃamˠɾˠoːɡ], dt. „junger Klee“) ist das inoffizielle Nationalsymbol Irlands, ein dreiblättriges Exemplar der Klee-Arten Weißklee (irisch seamair bhán), Rotklee (irisch seamair dhearg) oder Faden-Klee (irisch seamair bhuí). Besonders im ausgehenden 19. Jahrhundert gab es unter Gärtnern und Botanikern Uneinigkeit darüber, auf welche Kleeart der Shamrock zurückgeht. Der britische Naturforscher Nathaniel Colgan und der irische Botaniker Ernest Charles Nelson ermittelten schließlich den Fadenklee als am häufigsten gesammelten Shamrock anhand der Blütezeit und der Blüten selbst. Der Shamrock ist eines der Attribute des Heiligen Patrick, des Schutzpatrons der Iren, da er ihnen während seiner Missionstätigkeit die Dreieinigkeit anhand des Shamrocks erklärt haben soll. 
Der Shamrock ist außerdem eine spezielle Ausprägung des heraldischen Kleeblatts, das im Regelfall keinen engeren Bezug zu Irland aufweist. Das Unicodesymbol des Shamrocks ist U+2618 ☘. Er ist nicht mit dem Symbol des vierblättrigen Kleeblatts zu verwechseln.
Die irische Fluggesellschaft Aer Lingus benutzt das Kleeblatt als ihr Firmenlogo und für ihre Flüge das Wort Shamrock als deren Funkrufzeichen beim Flugfunkdienst der Flugsicherung. Sowohl die Cricket-Nationalmannschaft als auch die Rugby-Union-Nationalmannschaft Irlands verwenden die Wappenpflanze in ihren Logos.